# منتخب النمسا تحت 19 سنة لكرة القدم
منتخب النمسا تحت 19 سنة لكرة القدم (بالألمانية: Österreichische Fußballnationalmannschaft)‏ هو ممثل النمسا الرسمي في المنافسات الدولية في كرة القدم في فئة كرة قدم للرجال تحت 19 سنة، يديريه اتحاد النمسا لكرة القدم.